# ماروتولانا (بئالانانا)
ماروتولانا (به لاتین: Marotolana) یک منطقهٔ مسکونی در ماداگاسکار است که در بالانانا واقع شده‌است. ماروتولانا ۹٬۰۰۰ نفر جمعیت دارد و ۱٬۰۹۱ متر بالاتر از سطح دریا واقع شده‌است.